# Tridenchthonius juxtlahuaca
Tridenchthonius juxtlahuaca är en spindeldjursart som beskrevs av Chamberlin och R.V. Chamberlin 1945. Tridenchthonius juxtlahuaca ingår i släktet Tridenchthonius och familjen Tridenchthoniidae. Inga underarter finns listade i Catalogue of Life.